# وكالة الفضاء البريطانية
وكالة الفضاء البريطانية هي جهاز حكومي بريطاني مسؤول عن برنامجه الفضائي.